# Conseil régional de Provence-Alpes-Côte d'Azur
Mandature 2021-2028
Hôtel de région
Le conseil régional de Provence-Alpes-Côte d'Azur est l'assemblée délibérante de la région française de Provence-Alpes-Côte d'Azur. Le conseil régional est composé de 123 conseillers régionaux élus pour 6 ans au suffrage universel direct et présidé par Renaud Muselier depuis 2017.
La région Provence-Alpes-Côte d'Azur est membre fondatrice de l'Eurorégion Alpes-Méditerranée, créée le 10 octobre 2007.

## Siège
Le conseil régional de Provence-Alpes-Côte d'Azur siège à l'Hôtel de Région situé à Marseille, 27 place Jules-Guesde, près du quartier de Belsunce. L'Hôtel de Région est desservi par la station de métro   Colbert - Hôtel de Région.

## Présidents
| Période     | Président                 | Président          | Parti | Parti                              |
| ----------- | ------------------------- | ------------------ | ----- | ---------------------------------- |
| 1974-1981   |                           | Gaston Defferre    |       | Parti socialiste                   |
| 1981-1986   |                           | Michel Pezet       |       | Parti socialiste                   |
| 1986-1998   |                           | Jean-Claude Gaudin |       | Union pour la démocratie française |
| 1998-2015   |                           | Michel Vauzelle    |       | Parti socialiste                   |
| 2015-2017   |                           | Christian Estrosi  |       | Les Républicains                   |
| Depuis 2017 |                           | Renaud Muselier    |       | Les Républicains (2017-2021)       |
| Depuis 2017 | Divers droite (2021-2022) | Renaud Muselier    |       |                                    |
| Depuis 2017 | Renaissance (dès 2022)    | Renaud Muselier    |       |                                    |

## Vice-présidents
Depuis le 2 juillet 2021, le conseil régional compte quinze vice-présidents.
|                     | Nom | Nom | Nom                            | Parti    | Délégation |
| ------------------- | --- | --- | ------------------------------ | -------- | --- |
| Président délégué   |     |     | Christian Estrosi              | Horizons | Chargé des Grands événements, des Relations Internationales et de la Francophonie                                  |
| 2e vice-présidente  |     |     | Chantal Eyméoud                | Horizons | Chargée du Plan Montagne et des Affaires européennes                                                               |
| 3e vice-président   |     |     | François de Canson             | DVD      | Chargé du développement économique, de l’attractivité, du tourisme et de la prévention des risques majeurs         |
| 4e vice-présidente  |     |     | Sophie Joissains               | UDI      | Chargée de la Culture                                                                                              |
| 5e vice-président   |     |     | David Gehant                   | DVD      | Chargé de l’aménagement du territoire, de l’aide aux communes et aux intercommunalités                             |
| 6e vice-présidente  |     |     | Bénédicte Martin               | DVD      | Chargée de l’Agriculture, de la viticulture, de la ruralité et du terroir                                          |
| 7e vice-président   |     |     | Jean-Pierre Colin              | DVD      | Chargé des Finances et des partenariats de coopération                                                             |
| 8e vice-présidente  |     |     | Véronique Borré                | Horizons | Chargée de la Sécurité, de la défense, du soutien aux forces de l’ordre et de l’innovation pour une région apaisée |
| 9e vice-président   |     |     | Nicolas Isnard                 | LR       | Chargé de la Formation professionnelle et de la politique de l’emploi                                              |
| 10e vice-présidente |     |     | Marie-Florence Bulteau-Rambaud | MoDem    | Chargée de l’Education, des Lycées, de l’orientation et de l’apprentissage                                         |
| 11e vice-président  |     |     | Serge Amar                     | LR       | Chargé de l’Artisanat, du Commerce et des TPE-PME                                                                  |
| 12e vice-présidente |     |     | Virginie Pin                   | DVD      | Chargée de l’Art de vivre en Provence-Alpes-Côte d’Azur, du patrimoine et des traditions                           |
| 13e vice-président  |     |     | Jean-Pierre Serrus             | RE       | Chargé des transports et de la mobilité durable                                                                    |
| 14e vice-présidente |     |     | Jacqueline Bouyac              | Horizons | Chargée du renouveau démocratique, de la participation citoyenne et du renforcement des services publics           |
| 15e vice-président  |     |     | Ludovic Perney                 | LR       | Chargé de la Jeunesse, des Sports et de la vie étudiante                                                           |

## Composition

### Groupes politiques
| Président du conseil régional de Provence-Alpes-Côte d'Azur |       |       |      |                                                          |                                         |
| Renaud Muselier (RE)                                        |       |       |      |                                                          |                                         |
| Parti                                                       | Sigle | Sigle | Élus | Groupe                                                   | Président                               |
| Majorité (84 sièges)                                        |       |       |      |                                                          |                                         |
| Les Républicains                                            |       | LR    | 32   | Notre région d'abord                                     | Pierre-Paul Léonelli (Les Républicains) |
| Divers droite                                               |       | DVD   | 25   | Notre région d'abord                                     | Pierre-Paul Léonelli (Les Républicains) |
| Union des démocrates et indépendants                        |       | UDI   | 8    | Notre région d'abord                                     | Pierre-Paul Léonelli (Les Républicains) |
| Horizons                                                    |       | HOR   | 7    | Notre région d'abord                                     | Pierre-Paul Léonelli (Les Républicains) |
| Renaissance                                                 |       | RE    | 6    | Notre région d'abord                                     | Pierre-Paul Léonelli (Les Républicains) |
| Mouvement démocrate                                         |       | MoDem | 3    | Notre région d'abord                                     | Pierre-Paul Léonelli (Les Républicains) |
| Divers gauche                                               |       | DVG   | 1    | Notre région d'abord                                     | Pierre-Paul Léonelli (Les Républicains) |
| Union des centristes et des écologistes                     |       | UCE   | 1    | Notre région d'abord                                     | Pierre-Paul Léonelli (Les Républicains) |
| Le Mouvement de la ruralité                                 |       | LMR   | 1    | Notre région d'abord                                     | Pierre-Paul Léonelli (Les Républicains) |
| Opposition (39 sièges)                                      |       |       |      |                                                          |                                         |
| Rassemblement national                                      |       | RN    | 33   | Rassemblement National, Droite Populaire et Indépendants | Thierry Mariani (LDP)                   |
| La Droite populaire                                         |       | LDP   | 4    | Rassemblement National, Droite Populaire et Indépendants | Thierry Mariani (LDP)                   |
| L'Avenir français                                           |       | LAF   | 2    | Rassemblement National, Droite Populaire et Indépendants | Thierry Mariani (LDP)                   |
| Centre national des indépendants et paysans                 |       | CNIP  | 1    | Rassemblement National, Droite Populaire et Indépendants | Thierry Mariani (LDP)                   |

Le 24 novembre 2021, Renaud Muselier annonce qu'il quitte Les Républicains.

#### Groupes actuels
Les 123 conseillers régionaux élus depuis juin 2021 se répartissent ainsi :
| Nom du groupe | Nom du groupe                                            | Partis représentés                     | Élus | Président(e)         | Statut     |
| ------------- | -------------------------------------------------------- | -------------------------------------- | ---- | -------------------- | ---------- |
|               | Notre région d’abord                                     | LR, UDI, Horizons, RE, MoDem, LMR, UCE | 84   | Pierre-Paul Léonelli | Majorité   |
|               | Rassemblement National, Droite Populaire et Indépendants | RN, LDP, CNIP, LAF                     | 39   | Thierry Mariani      | Opposition |

Ces sièges sont répartis par département :
- 4 conseillers pour les Alpes-de-Haute-Provence
- 4 conseillers pour les Hautes-Alpes
- 28 conseillers pour les Alpes-Maritimes
- 47 conseillers pour les Bouches-du-Rhône
- 27 conseillers pour le Var
- 13 conseillers pour le Vaucluse

#### Historiques
| Groupe | Groupe         | 1986 | 1992 | 1998 | 2004 | 2010 | 2015 | 2021 |
| ------ | -------------- | ---- | ---- | ---- | ---- | ---- | ---- | ---- |
|        | PCF            | 14   | 10   | 49   | 19   | 9    | -    | -    |
|        | PS et PRG      | 31   | 30   | 49   | 46   | 45   | -    | -    |
|        | LV - EÉLV      | -    | 4    | 49   | 8    | 18   | -    | -    |
|        | UDF - UDI      | 47   | 45   | 19   | 31   | 30   | 13   | 84   |
|        | RPR - UMP - LR | 47   | 45   | 16   | 31   | 30   | 64   | 84   |
|        | FN - RN        | 25   | 34   | 37   | 19   | 21   | 42   | 39   |

## Écharpe

Écharpe des conseillers régionaux de Provence-Alpes-Côte d'Azur

Les conseillers régionaux de Provence-Alpes-Côte d'Azur portent une écharpe bicolore, sang et or. À l'inverse de l'écharpe tricolore des parlementaires et élus municipaux, le port de l'écharpe régionale n'est pas sanctionné par un texte officiel.

## Marque et logo
En 2018, le président du Conseil régional promeut la marque « Région Sud - Provence-Alpes-Côte d'Azur » illustrée par le logo ci-après. Il ne s'agit pas du logo ni du nom officiel de la région, celui-ci, en opposition du préfet, ne pouvant être modifié que par décret en Conseil d'État lequel n'a pas été saisi.

Logo de la marque « Région Sud »

## Parlement régional de la jeunesse
Le Parlement régional de la jeunesse est créé en 2017 par le président du conseil régional, Renaud Muselier. Il a pour but de contribuer aux politiques publiques régionales sur les thématiques qui concernent directement ou indirectement les jeunes de la région Provence-Alpes-Côte d’Azur. Il permet aux jeunes parlementaires de découvrir le fonctionnement de la collectivité régionale, dans le cadre d’une citoyenneté active et de faire émerger des projets réalisés par les jeunes.
Le Parlement se réunit sous forme d’assemblées plénières, de fabriques et d’ateliers de travail. Il dispose d’un conseil de fonctionnement. Il peut aussi réunir des groupes de travail ad hoc de façon ponctuelle. En juillet 2017, un budget d'autonomie est alloué au Parlement régional de la jeunesse afin qu'il puisse mener à bien ses projets.
Les jeunes parlementaires, au nombre de 123, représentent la région au regard du poids démographique de leur filière de formation sur le territoire régional (Lycées publics/privés, CFA de la région et étudiants en formations sanitaires et sociales), ainsi que dans le respect du principe de parité femme homme et de l’équilibre territorial. La durée d’un mandat est d’un an, renouvelable une fois,.
La mandature 2022-2023 s'est averée prospère, marquée par un engagement des parlementaires plus prononcé. Les groupes de travail sont repartis selon 4 thèmes distincts : le développement durable, la citoyenneté, l'Europe, et la communication.